# فونتنه-سو-بوآ
فونتُنِه-سُو-بُوآ (به فرانسوی: Fontenay-sous-Bois) یکی از کمون‌های فرانسه است که در در دپارتمان ول-دو-مرن در ناحیه ایل-دو-فرانس واقع شده است. این شهر در ۳ کیلومتری شرق پاریس قرار دارد و در ارتفاعی بین ۴۴ تا ۱۱۱ متر بالاتر از سطح دریا ساخته شده است و در انتهای پهنه بلند بلویل، خط الراسی که حوزه‌های آبریز رود سن و مَرن را از هم جدا می کند، قرار گرفته است. طبیعت خاک این شهر باعث پیدایش چشمه‌های متعددی شده، که فونتنه(چشمه) در نام شهر را به ارمغان آورد.
با ورود راه‌آهن به این شهر در قرن نوزدهم، توسعه این شهر آغاز شد. این راه‌آهن باعث شد که پاریسی‌هایی که به دنبال استراحتگاه‌هایی برای تعطیلات بودند به این شهر سرازیر شوند و بر سرعت توسعه این منطقه افزوده شود. با آغاز قرن بیستم و ورود کارخانه‌ها به این شهر و ساکنان جدید، شهر به سرعت صنعتی شد. در دهه ۱۹۷۰، شهر آخرین زمین‌های کشاورزی خود را از دست داد. همان زمین‌های کشاورزی‌ای که روزی برای اولین بار سیب‌زمینی معروف بل فونتنه در آن تولید شده بود، حالا با فشار جمعیت با ساختمان‌های عمودی جایگزین می‌شدند.
فونتنه توسط دو خط اق‌او‌اق A و E  و  بزرگراه A86 به شبکه حمل و نقل فرانسه متصل می شود. این شهر دارای بسیاری از امکانات آموزشی، ورزشی، فرهنگی و بهداشتی است و میزبان اولین مرکز عالی در شرق پاریس در قلمرو خود است و دارای یک مرکز اقتصادی‌ در شرق پاریس با وسعت ۱۶۰ هکتار است و میزبان چندین هزار کارمند و بسیاری از شرکت های پیشروی فرانسوی از جمله سوسیته ژنرال، آکسا و بی‌ان‌پی پاریبا است.

## نگارخانه

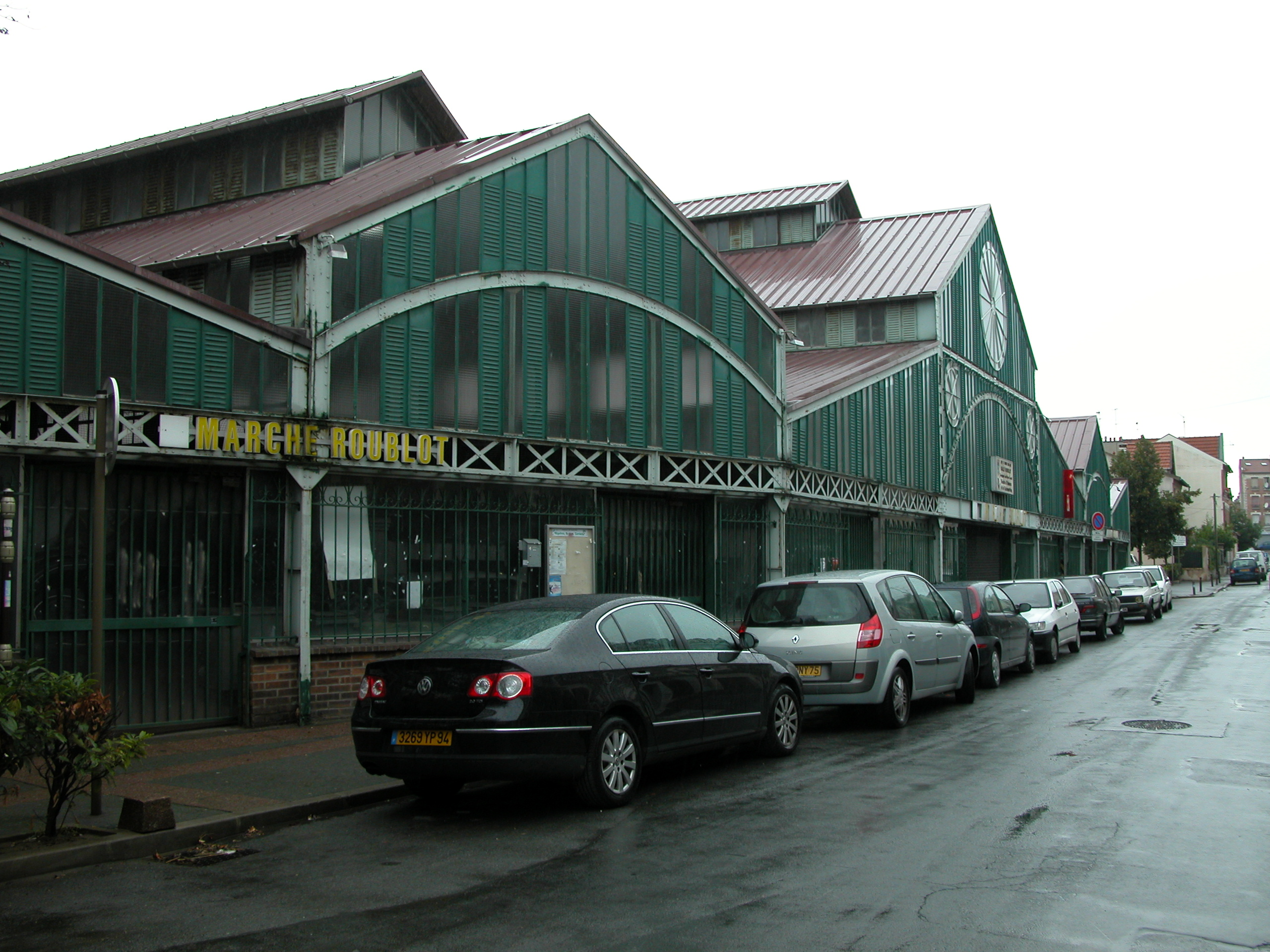
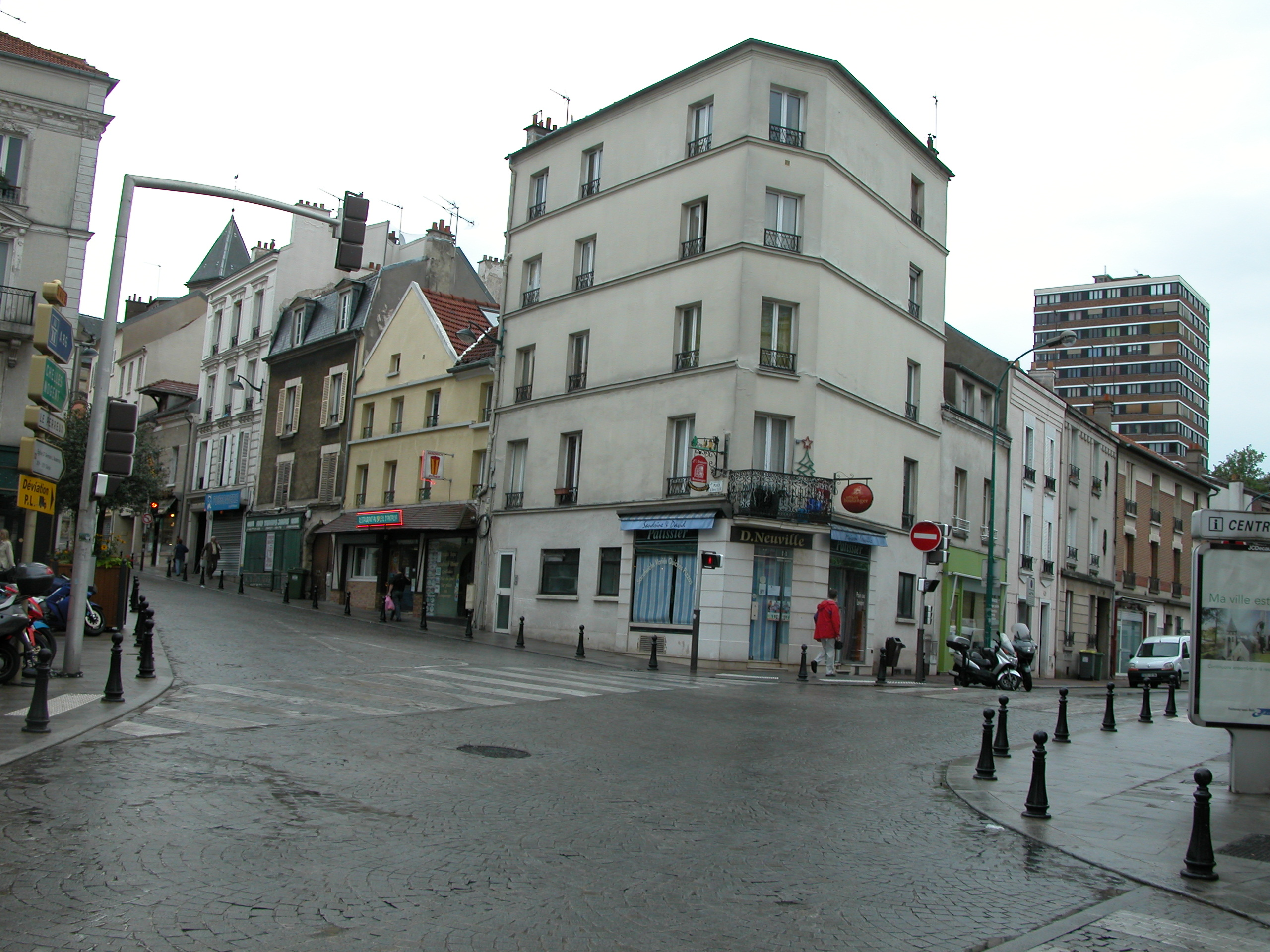
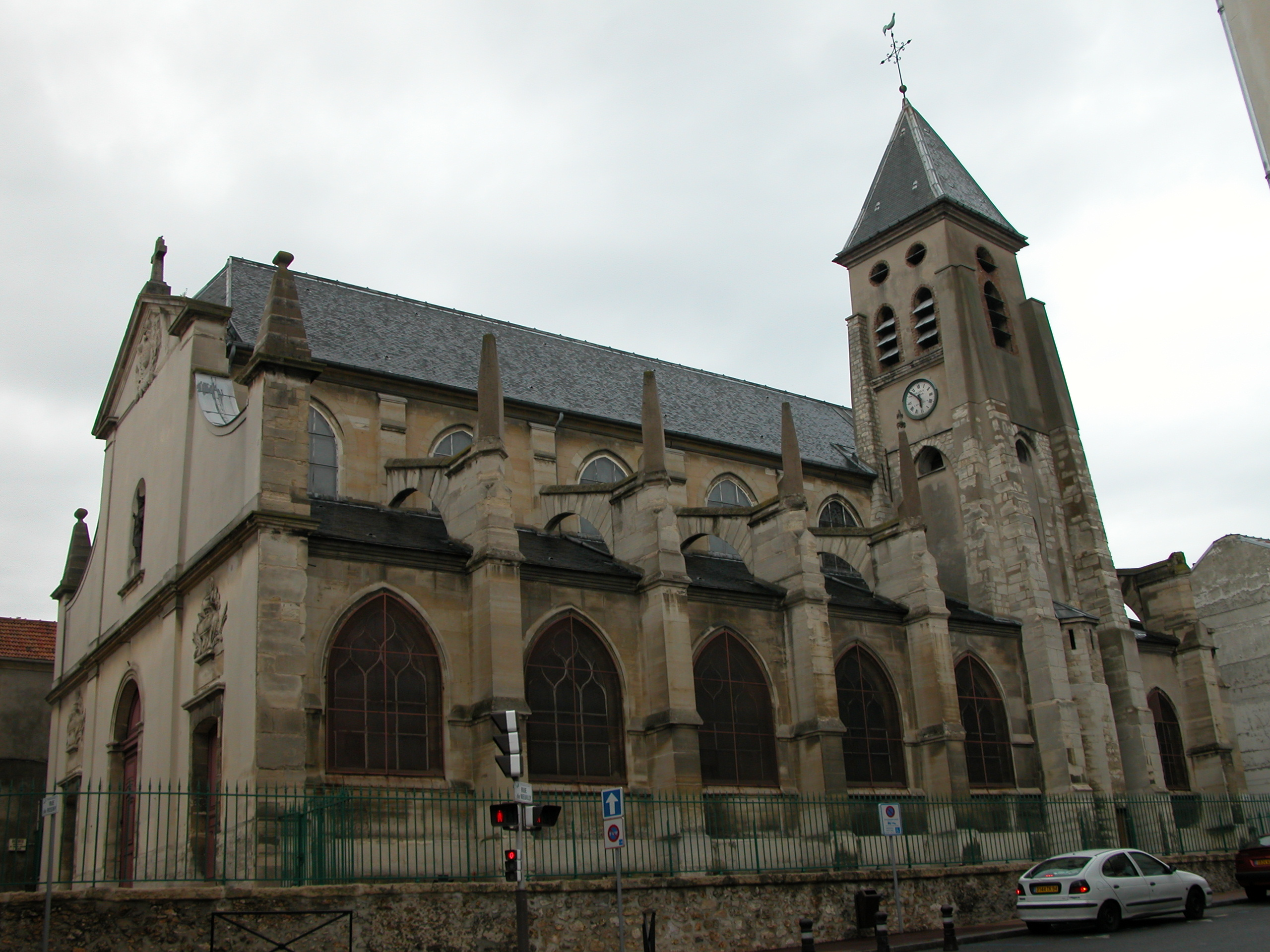
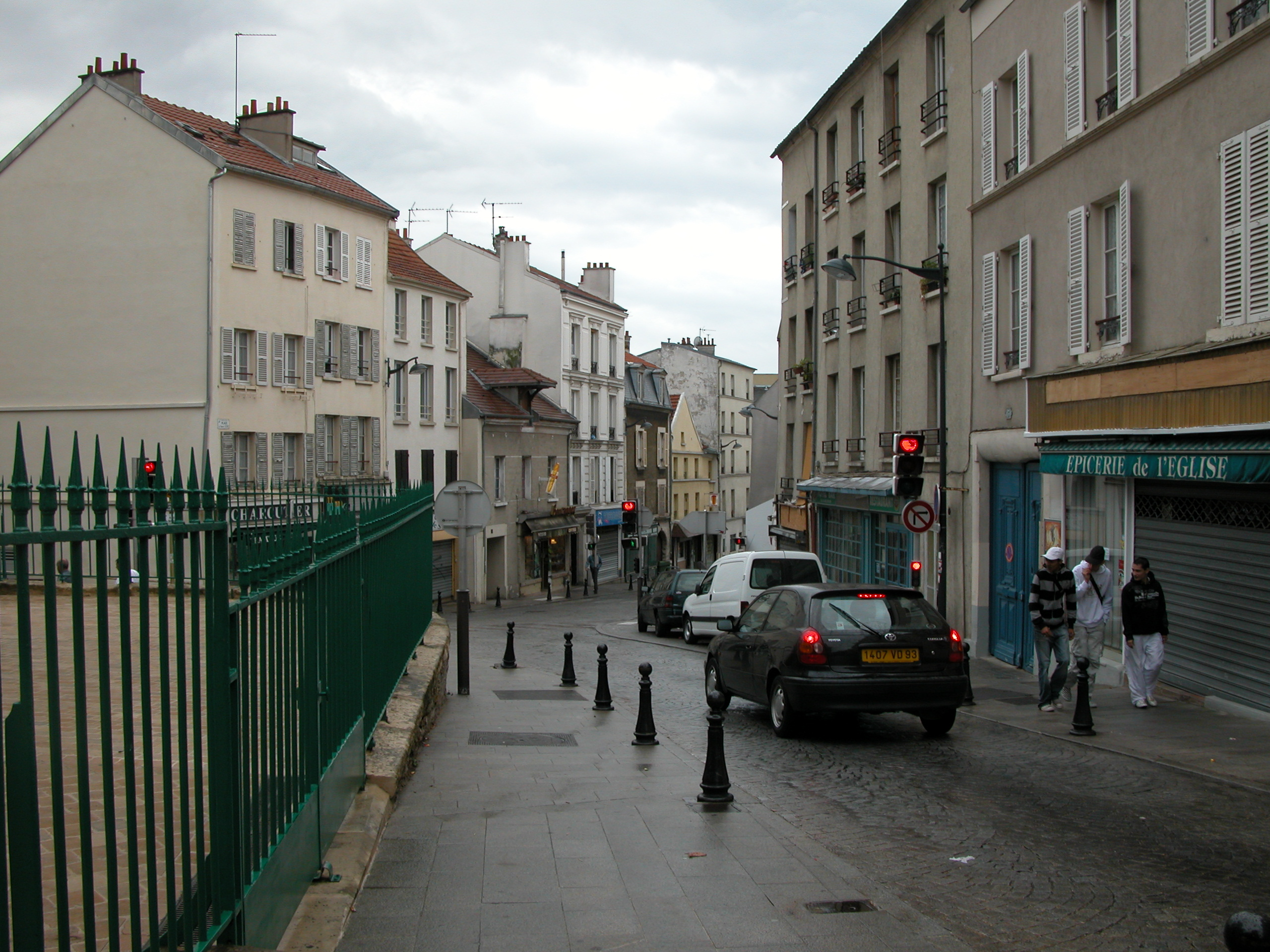